# Kommos (literatuur)
Kommos is, in de Oudgriekse literatuur, een technische term voor een lyrische beurtzang tussen koor en acteur, of tussen acteurs onderling, waarmee soms een gedialogeerde passage in een tragedie onderbroken wordt.
Het Griekse woord κόμμος / kommos betekent eigenlijk rouwmisbaar en is afgeleid van het werkwoord κόπτομαι / koptomai (= "zich op de borst slaan", als typische uiting van rouwmisbaar). De kommos vertolkt dan ook in de regel gevoelens van intense droefheid, als reactie op een tragische gebeurtenis die zich in het stuk heeft voorgedaan. Een schoolvoorbeeld van een kommos vinden we in het vierde epeisodion van Sophocles' Antigone, waar de hoofdfiguur Antigone een treurzang aanheft op het ogenblik dat zij ter dood zal worden gebracht …
De kommos komt niet in elke tragedie voor, en dient daarom onderscheiden te worden van het stasimon, dat als een vast en noodzakelijk onderdeel (structuur-element) van een klassieke tragedie moet gezien worden.
De term kommos moet niet verward worden met de κώμος / kómos, de uitgelaten optocht van verklede personen die ter ere van de god Dionysus geïmproviseerde, schunnige liederen zongen, waarin scherts en spot de hoofdtoon vormden, en die tot het ontstaan van de Attische komedie hebben geleid.